# 960.
960. je sedmo desetletje v 10. stoletju med letoma 960 in 969. 